# Dipartimento di Marengo
Il dipartimento di Marengo fu una provincia del Primo Impero francese, nell'attuale Italia. Il nome deriva dal borgo di Marengo, situato nella piana della fraschetta nei pressi di Alessandria, epicentro delle fasi conclusive della battaglia di Marengo il 14 giugno 1800.

## Storia
Il dipartimento venne istituito il 26 aprile 1801 in corrispondenza all'attivazione dell'Amministrazione generale del Piemonte, il governo militare dell'Armée d'Italie che preparava l'annessione della regione alla Prima Repubblica Francese, avvenuta l'11 settembre 1802 per ordine di Napoleone Bonaparte; il capoluogo era Alessandria. 
Comprendeva inizialmente i territori delle ex province piemontesi di Alessandria, Casale Monferrato, Tortona, Voghera e Bobbio. Nel 1805, dopo l'annessione della Repubblica Ligure e la creazione del dipartimento di Genova cui vennero unite Voghera, Bobbio e Tortona, il suo territorio fu rimaneggiato con l'acquisizione di Asti, già inclusa nel dipartimento del Tanaro. 
Il dipartimento fu eliminato il 27 aprile 1814 dopo la sconfitta di Napoleone. Attualmente il territorio dell'ex dipartimento è ripartito tra le province di Alessandria e Asti.

## Geografia
Era diviso nei circondari (arrondissement) di Alessandria, Asti e Casale Monferrato, e questi nei seguenti cantoni: 
- Circondario di Alessandria, cantoni di Felizzano, Valenza, Castellazzo, Cassine, Sezzé, Bosco;
- Circondario di Asti, cantoni di Cocconato, Castelnuovo, Montafia, Villanova d'Asti, Montiglio, Montechiaro, Tigliole, San Damiano, Portacomaro, Rocca d'Arazzo, Costigliole, Mombercelli, Canelli;
- Circondario di Casale, cantoni di Gabiano, Moncalvo, Pontestura, Rosignano, Ticineto, Montemagno, San Salvatore.

Aveva una superficie di 348,261 ettari ed una popolazione di 318.447 individui (1810). Era compreso nella ventottesima divisione militare, nella sedicesima coorte della legione d'onore, nella ventinovesima conservazione delle foreste, nella diocesi di Casale, nella dotazione senatoriale di Torino e dipendeva dalla corte d'appello di Genova. Al dipartimento spettava eleggere tre deputati.